# Lestko (Ratibor)
Lestko von Ratibor (auch Leszek von Ratibor, polnisch Leszek raciborski; tschechisch Lešek Ratibořský; * 1290 oder 1291; † 1336) war von 1306 bis zu seinem Tode Herzog von Ratibor. Mit ihm erlosch die Ratiborer Nebenlinie der Oppelner Piasten.

## Leben
Lestko entstammte dem Oppelner Zweig der Schlesischen Piasten.
Seine Eltern waren Primislaus von Ratibor und Anna, Tochter des Herzogs Konrad II. von Masowien. 1332 vermählte sich Lestko mit Agnes, einer Tochter des Herzogs Heinrich IV. von Glogau und Sagan. Die Ehe blieb kinderlos.
Da Lestko beim Tod seines Vaters 1306 noch nicht die Volljährigkeit erreicht hatte, wurde die Vormundschaft über ihn seinem Onkel, dem Teschener Herzog Mieszko übertragen. Vermutlich nach dessen Tod 1315 übernahm Lestko die eigenständige Regentschaft über sein Herzogtum Ratibor. Zusammen mit acht schlesischen Herzögen, unter ihnen Heinrich III. von Breslau, Bernhard II. von Schweidnitz und Heinrich von Jauer, protestierte Lestko im Frühjahr 1318 beim päpstlichen Stuhl in Avignon gegen die Kopfsteuer, die in der Breslauer Diözese anstelle des bisherigen Peterspfennigs eingeführt werden sollte. Nachdem sich die Verhandlungsführer nicht durchsetzen konnten, verweigerten die Herzöge die Zahlung. Deshalb wurden 1319 über die Diözese Breslau Exkommunikation und Interdikt verhängt, die erst zwei Jahre später aufgehoben wurden. 1327 oder früher erwarb Lestko als Pfandschaften über Gleiwitz und 1334 das Herzogtum Cosel, die er bis zu seinem Tod halten konnte.
Am 18. Januar 1327 huldigte Lestko in Troppau zusammen mit den Herzögen Bolko II. von Oppeln, Kasimir I. von Teschen, Wladislaus II. von Beuthen und Cosel und Johann I. von Auschwitz dem böhmischen König Johann von Luxemburg. Gleichzeitig übergaben sie ihm formal ihre Herzogtümer als ein Lehen der Krone Böhmen. Der Vertrag über die Lehensübergabe zwischen dem König und Herzog Lestko wurde am 25. Januar d. J. in Beuthen unterzeichnet. Die politische Bestätigung dieser Vorgänge erfolgte 1335 mit dem Vertrag von Trentschin.
Nach seinem Tod 1336 wurde Lestko in der Kirche des Ratiborer Dominikanerklosters beigesetzt. Da er ohne Nachkommen starb, fiel sein Herzogtum als erledigtes Lehen an die Krone Böhmen. Im selben Jahr übertrug es der böhmische König Johann von Luxemburg als ein Lehen dem Troppauer Herzog Nikolaus II., der mit Lestkos Schwester Agnes verheiratet war. Dadurch gelangte das Herzogtum Ratibor an eine Nebenlinie der böhmischen Přemysliden, die es mit ihrem Herzogtum Troppau verbanden. Gegen die Übergabe von Ratibor an Nikolaus II. protestierten sechs oberschlesische Herzöge, die sich jedoch nicht durchsetzen konnten. Zum Ausgleich wurde ihnen vom König die Rückgabe der Pfandschaften über Cosel und Gleiwitz zugesichert, die Herzog Nikolaus herausgeben musste.
Lestkos Witwe Agnes überlebte ihn um fast 30 Jahre. Sie starb 1362.